# Delray Beach Winter Championships 1995
Il Delray Beach Winter Championships 1995 è stato un torneo femminile di tennis giocato sul cemento. È stata la 17ª edizione del torneo, che fa parte della categoria Tier II nell'ambito del WTA Tour 1995. Si è giocato nel Delray Beach Tennis Center di Delray Beach negli USA, dal 6 al 12 marzo 1995.

## Campionesse

### Singolare
Steffi Graf ha battuto in finale  Conchita Martínez con il punteggio di 6–2, 6–4

### Doppio
Mary Joe Fernández /  Jana Novotná hanno battuto in finale  Lori McNeil /  Larisa Neiland con il punteggio di 6–4, 6–0